# CPR (gruppo musicale)
I CPR (Crosby, Pevar & Raymond) sono stati un gruppo statunitense formato da David Crosby, Jeff Pevar e James Raymond. Attivo dal 1998 al 2004, propone canzoni proprie e pezzi già incisi da altri gruppi di cui David Crosby ha fatto parte nella sua carriera, come Crosby, Stills, Nash & Young.
Jeff Pevar è un chitarrista e polistrumentista che ha accompagnato in tour celebrità come Ray Charles e Rickie Lee Jones, oltre agli stessi Crosby, Stills, Nash & Young.
James Raymond è figlio naturale di David Crosby, che lo diede in adozione alla nascita. È musicista e compositore, ha accompagnato in tour il Crosby, Stills & Nash anche nel 2011.

## Discografia

### Album in studio
- 1998 – CPR (Samson Music)
- 2001 – Just Like Gravity (Gold Circle Records)

### Album dal vivo
- 1998 – Live at Cuesta College (Samson Music)
- 1999 – Live at the Wiltern (Samson Music)